# Ernst Morwitz
Ernst Morwitz (* 13. September 1887 in Danzig, Deutsches Reich; † 20. September 1971 in Muralto, Schweiz) war ein deutscher Jurist, Schriftsteller, Germanist und Senatspräsident.

## Leben
Morwitz wurde 1887 im damals zum Königreich Preußen und damit zum Deutschen Reich gehörenden Danzig geboren. Seine jüdisch-deutschen Eltern waren der Kaufmann Wilhelm Morwitz und Rosalie Aaronsohn. Morwitz besuchte das Kaiserin-Augusta-Gymnasium in Berlin-Charlottenburg. Schon während seiner Schulzeit nahm er Kontakt zu dem deutschen Schriftsteller Stefan George auf. Es entstand ein Vertrauensverhältnis und eine enge Freundschaft, die bis zu dessen Tode im Jahr 1933 andauerte. „Für St(efan) G(eorge) hatte M(orwitz) nicht nur eine Bedeutung als jüngerer Freund und Gefährte sowie als Ratgeber und ,letzte Instanz‘ in allen Angelegenheiten des Kreises – in den 20er-Jahren nannte St(efan) G(eorge) M(orwitz) ,Minister‘ –, sondern er fühlte sich ihm durch zwei zentrale Momente eng verbunden: Zum einen sah St(efan) G(eorge) ihn als Dichter, zum anderen als Erzieher“. Im Siebenten Ring (SW VI/VII, S. 173) richtete Stefan George ein vierzeiliges Gedicht mit dem Titel Dem Dichter an Morwitz. Nach dem Abitur studierte er in Freiburg im Breisgau, in Heidelberg und in Berlin Rechtswissenschaften. Seit 1906 war Morwitz an allen zentralen Aktivitäten des George-Kreises beteiligt. George wohnte auch mehrfach bei ihm in Berlin. Seine Entscheidung, ihn zu seinem Universalerben zu machen, revidierte George später zugunsten Max Kommerells und Johann Antons, nach dem Zerwürfnis mit Ersterem und Freitod des Letzteren schließlich in seinem Testament von 1932 zugunsten Robert Boehringers. Doch ließ George seine Ablehnung eines Ehrensoldes vonseiten des NS-Regimes sowie der Präsidentschaft der Preußischen Akademie der Künste durch Morwitz übermitteln, an den sich Oberregierungsrat Kurt Zierold in der Angelegenheit gewandt hatte. Auch an Georges Sterbebett in Minusio war Morwitz zugegen und spielte bei der Trauerfeier eine herausragende Rolle. Auch nach dem Tode Georges und seiner Emigration in die USA hielt Morwitz engen Kontakt zu Mitgliedern des Kreises wie Walter Kempner, den Bothmer-Brüdern, Clothilde Schlayer und Renata von Scheliha,  seit 1954 reiste er dazu auch jedes Jahr wieder nach Europa. Dort besuchte er Wolfgang Frommel in Amsterdam.
1906 hatte Morwitz neben seinem Studium die Privatausbildung der Brüder Bernhard und Woldemar Graf Uxkull-Gyllenband übernommen. Auch weitere Jungen führte er als „Mentor und älterer Freund“ an Stefan George und sein Werk heran, so Sven Erik Bergh, die Brüder Bernard von Bothmer und Dietrich von Bothmer, mit denen er auch im US-amerikanischen Exil Verbindung hielt – die Verweigerung der Freigabe des Nachlasses Ernst Morwitzens vonseiten des als Alleinerben eingesetzten Dietrich von Bothmer verhindert bis heute dessen wissenschaftliche Auswertung und Veröffentlichung –, ferner Hans Brasch, Adalbert Cohrs, Ottmar Hollmann und Silvio Markees. Dabei spielten offenkundig pädophile Neigungen beider eine Rolle. Morwitz begann schriftstellerisch tätig zu werden. Er veröffentlichte mehrere Gedichte in Folge 8 bis 11/12 der Blätter für die Kunst sowie einen Stefan George gewidmeten Band Gedichte, der im Jahre 1911 veröffentlicht wurde. Das Gedicht Nachklang, mit dem Morwitz auf die Zusendung des dreiteiligen Zyklus An die Kinder des Meeres reagiert hatte, den George auf Hans Troschel und Woldemar Graf Uxkull-Gyllenband gedichtet hatte, nahm dieser als vierten Teil des Zyklus in den Band Das neue Reich auf. 1910 promovierte Morwitz in den Rechtswissenschaften mit einer Dissertation zu einer Detailfrage im Zusammenhang der Entziehung der Mündigkeit im Falle von Trunksucht.
Im Ersten Weltkrieg war Morwitz als Sanitäter tätig. 1918 traf ihn der Selbstmord seines Schülers Bernhard Graf Uxkull-Gyllenband am 28. Juli 1918 sehr. In den 1920er Jahren lebte Morwitz in Berlin, wo er mit seinem jüngeren Freund Silvio Markees zusammenwohnte. Morwitz erhielt eine Anstellung als Richter am Amtsgericht in Fürstenwalde und stieg später zum Gerichtsrat in Berlin auf.
Nach dem Tode Stefan Georges, mit dem er bis zu diesem Zeitpunkt befreundet gewesen war, veröffentlichte Morwitz 1934 im Berliner Georg Bondi Verlag das Werk Die Dichtung Stefan Georges. 1935 wurde Morwitz vom NS-Staat aufgrund seiner jüdischen Herkunft zwangspensioniert. Er emigrierte daraufhin in die USA. Seine beiden Stiefschwestern Ella und Käte, die nicht ins Exil gegangen waren, wurden vom NS-Regime ermordet. Morwitz war als Deutschlehrer während des Zweiten Weltkrieges bei der US Army tätig und erhielt 1947 die US-amerikanische Staatsbürgerschaft. An der University of North Carolina in Chapel Hill erhielt er einen Lehrauftrag. Gemeinsam mit Carol North Valhope (Olga Marx) übersetzte er die Werke Stefan Georges ins Englische.
Rückwirkend erhielt Morwitz von der Bundesrepublik Deutschland den Titel Senatspräsident zuerkannt. Er begleitete schriftstellerisch die Entstehung der Zeitschrift Castrum Peregrini in Amsterdam. Im Alter wurde er von seinem Freund Clemens Bruehl betreut. Morwitz starb am 20. September 1971 in demselben Krankenhaus in Muralto bei Locarno, in dem auch Stefan George gestorben war.

## Verbindung zwischen Brücke-Künstlern und dem George-Kreis
Die Freundschaft zu Erich Heckel führte zu vielfältigem Austausch, der auf der einen Seite in Gemälden, auf der anderen Seite unter anderem in dem Gedicht An einen Maler von Morwitz über seinen Malerfreund Ausdruck fand.

## Werke (Auswahl)
- Ueber die Frage, ob ein Beschluss durch den die Trunksuchtsentmuendigung wiederaufgehoben wird, außer Kraft gesetzt werden kann. Dissertation iur, Heidelberg, 11. Mai 1910. Buschhardt, Berlin 1910.
- Gedichte. Verlag der Blätter für die Kunst, Berlin 1911 (Digitalisat).
- Die Dichtung Stefan Georges. Bondi, Berlin 1934. (2. veränderte Aufl. Helmut Küpper, Godesberg 1948)
- Sappho. Dichtung. Griechisch und Deutsch, Bondi, Berlin 1936 (2. ergänzte Aufl. 1938)
- Gustav Schwab: Gods & heroes. Myths & epics of ancient Greece. Pantheon Books, New York 1946.
- mit Olga Marx: The Works of Stefan George rendered into English. University of North Carolina, Chapel Hill 1943 (erweiterte Aufl. 1974)
- Kommentar zu dem Werk Stefan Georges. München: H. Küpper 1960; Nachdruck Stuttgart: Klett-Cotta 1969. ISBN 3-608-98284-1.
- Kommentar zu den Prosa-, Drama- und Jugenddichtungen Stefan Georges. Klett-Kotta, München/Düsseldorf 1962.
- Gedichte in Auswahl. (= Castrum Peregrini. Band 114–115). Castrum Peregrini Presse, Amsterdam 1974.